# Atanasio V di Costantinopoli
Atanasio V (in greco Αθανάσιος Ε΄; Creta, ... – dopo il 1711) è stato un arcivescovo ortodosso greco con cittadinanza ottomana, che ha ricoperto la carica di Patriarca ecumenico di Costantinopoli tra il 1709 e il 1711.
Proveniva da Creta. Studiò ad Halle, in Sassonia, e si distinse per la sua ampia erudizione, il suo multilinguismo (latino, arabo) e la sua profonda conoscenza della musica ecclesiastica. Prima fu eletto metropolita di Veliko Tărnovo e poi, nel 1692, di Adrianopoli e successivamente di Ancira.
Dopo la deposizione e l'esilio di Cipriano di Costantinopoli sul Monte Athos, Cirillo IV, metropolita di Cizico, fu eletto Patriarca, ma dopo l'intervento del Gran visir Çorlulu Damat Ali Pascià, Atanasio V divenne Patriarca. Durante il suo regno fu sospettato di tendenze filo-cattoliche.
Il 4 dicembre 1711 fu deposto e Cirillo IV di Costantinopoli fu riportato sul trono. Quindi si dedicò allo studio fino alla sua morte. Lavorò in particolare nel campo della musica ecclesiastica.